# I. liga 1960-1961
L'edizione 1960/61 del campionato cecoslovacco di calcio vide la vittoria finale del Dukla Praga.
Capocannonieri del torneo furono Ladislav Pavlovič del Tatran Presov e Rudolf Kučera del Dukla Praga con 17 reti.

## Classifica finale
|    | Classifica                | G  | V  | N | P  | GF | GS | DR  | Pti |
| -- | ------------------------- | -- | -- | - | -- | -- | -- | --- | --- |
| 1  | Dukla Praga               | 26 | 17 | 5 | 4  | 66 | 23 | +43 | 39  |
| 2  | CH Bratislava             | 26 | 13 | 6 | 7  | 43 | 29 | +14 | 32  |
| 3  | Slovan Bratislava         | 26 | 12 | 5 | 9  | 45 | 29 | +16 | 29  |
| 4  | Baník Ostrava             | 26 | 12 | 5 | 9  | 50 | 46 | +4  | 29  |
| 5  | Spartak Praga Sokolovo    | 26 | 13 | 3 | 10 | 44 | 43 | +1  | 29  |
| 6  | Tatran Prešov             | 26 | 11 | 6 | 9  | 40 | 37 | +3  | 28  |
| 7  | Spartak Praga Stalingrado | 26 | 11 | 5 | 10 | 38 | 38 | 0   | 27  |
| 8  | Spartak Hradec Králové    | 26 | 9  | 7 | 10 | 32 | 35 | -3  | 25  |
| 9  | Baník Kladno              | 26 | 10 | 5 | 11 | 42 | 47 | -5  | 25  |
| 10 | Spartak Trnava            | 26 | 9  | 7 | 10 | 44 | 50 | -6  | 25  |
| 11 | Slovan Nitra              | 26 | 8  | 8 | 10 | 37 | 57 | -20 | 24  |
| 12 | Rudá Hvězda Brno          | 26 | 7  | 6 | 13 | 37 | 45 | -8  | 20  |
| 13 | Jednota Trenčín           | 26 | 7  | 4 | 15 | 36 | 56 | -20 | 18  |
| 14 | Dynamo Praga              | 26 | 5  | 4 | 17 | 30 | 49 | -19 | 14  |

## Verdetti
- Dukla Praga campione di Cecoslovacchia 1960/61.
- Dukla Praga ammessa alla Coppa dei Campioni 1961-1962.
- RH Brno, Jednota Trencin e Dynamo Praga retrocesse.